# الكأس المقدسة (مسيحية)

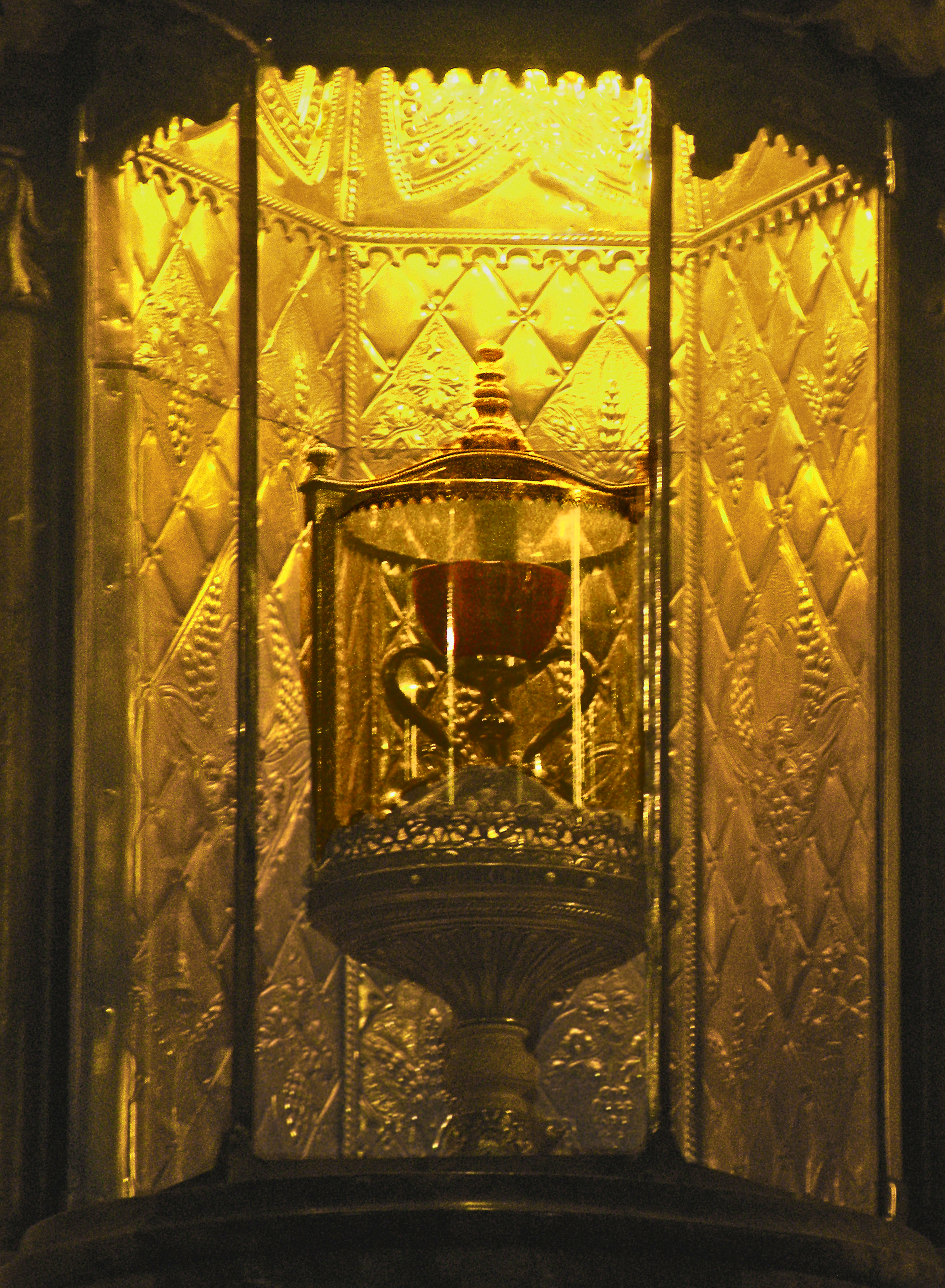

الكأس المقدسة في التقليد المسيحي هي كأس استعملها السيد المسيح لشرب في العشاء الأخير. يوجد الكثير من الإشارات للكأس المقدسة في أناجيل متى مرقس ولوقا حيث يسمى بالكأس كترجمة حرفية. في طقوس القداس في الكنائس المسيحية يستخدم الخبز و الكأس لتمثيل أحداث العشاء الأخير إضافة إلى استعمال عبارات المسيح كما دونتها الأناجيل. هناك اعتقاد سائد لدى كنيسة الروم الكاثوليك بأن الكأس المقدسة ما زالت موجودة مع عدة كوؤس أخرى ولكن ذلك الاعتقاد هو محل جدل مستمر.

## التاريخ والتقليد

### العشاء الأخير
يذكر إنجيل متى 26:27 أن المسيح «َأَخَذَ الْكَأْسَ وَشَكَرَ وَأَعْطَاهُمْ قَائِلاً: «اشْرَبُوا مِنْهَا كُلُّكُمْ» و هذا الحدث هو ما يعرف بالعشاء الأخير والذي أُشِيرَ اليه في أناجيل مرقس ولوقا و بولس الرسول في سفر كورنثوس الأول وتشكل تلك الرواية أساس شعائر طقوس القداس ذي الأهمية في الكنائس المسيحية على شتى طوائفها. ولكن لا يوجد هناك إشارة للكأس إلا في سياق رواية العشاء الأخير حيث لا يعط أهمية تذكر عدى أنه استعمل للشرب.
يؤكد القديس يوحنا فم الذهب في عظته الدينية على إنجيل متي أن المائدة التي استعملت في العشاء الأخير لم تكن مصنوعة من الفضة و الكأس التي استخدمها السيد المسيح لإعطاء دمه لتلاميذه لشرب لم يكن مصنوعا من الذهب و لكن كان الهدف من الرواية هو إعطاء انطباع على عظمة الموقف.

### التقليد الكاثوليكي
لا يوجد تقليد متبع لدى الكنيسة الكاثوليكية حيال الكأس المستعمل من قبل المسيح ولكن بناء على ما ذكر عن القديس بطرس أن الأخير مرر الكأس إلى خلفائه البابوات والذين بدورهم أعطوا الكأس حتى بلوغه سيكتوس الثاني في عام 258 , عندما كان هناك إتهاض للمسيحين من قبل الإمبراطور فاليريان حيث أمرت السلطات الرومانية بتسليم الكأس. سلم البابا سيكتوس الثاني الكأس إلى شماسه القديس لورنس و الذي بدوره أعطاه إلى جندي إسباني لإبقائه في مكان آمن في إسبانيا.
التقليد ما زال قائم على أن الكأس قد تم توارثه من قبل ملوك إسبانيا بمن فيهم ألفونسو الثامن ملك قشتالة ,حيث قام هذا الأخير في عام 1200 نظرا إلى حاجته إلى المال لشن حروبه بالاستلاف من كاتدرائية بلنسية حيث رهن الكأس لديها ولكن تم مصادرة الكأس عندما لم يستطع الملك دفع المستحقات حيث أصبح ملك للكنيسة.

### الكأس المقدسة كأيقونة
لقد زادت أهمية الكأس المقدسة كأيقونة في القرون الوسطى حيث كان هناك الكثير من التصويرات للمسيح وهو يصلي في بستان جثسيماني . شملت أيضا التصويرات الرسوم التي لا تعد ولاتحصى على الحائط والتي من ضمنها رسمة موجودة في كنيسة في جزيرة غوتلند تصور ظهور الكأس المقدسة على رأس جبل مع عبارة «ليأخذ من هذا الكأس» مع ظهور للمسيح ويد الرب محاطين بهالة.